# Bertinoro
Bertinoro (romanyol nyelven Bartnòra) település Olaszországban, Emilia-Romagna régióban, Forlì-Cesena megyében. Lakosainak száma 11 026 fő (2023. január 1.). Bertinoro Cesena, Forlì, Forlimpopoli, Meldola és Ravenna községekkel határos.

## Népesség
A település népességének változása:
| Lakosok száma | 10 956 | 10 947 | 11 026 |
|               | 2017   | 2018   | 2023   |